# Caenocryptoides tarsalis
Caenocryptoides tarsalis là một loài tò vò trong họ Ichneumonidae.